# Франческо Фонтебассо
Франческо Фонтебассо (повне ім'я Франческо Сальваторе Фонтебассо, італ. Francesco Salvatore Fontebasso; нар. 4 жовтня 1707  — 31 травня 1769 ) — італійській живописець пізнього бароко, один з провідних представників венеційського живопису в період рококо, професор Петербурзької академії мистецтв, майстер історичного, плафонного живопису.

## Біографія
Народився у Венеції. Став учнем Себастьяна Річчі, але значний вплив на Франческо Фонтебассо справив його сучасник Джованні Баттіста Тьєполо. У 1730-х роках відвідав Болонью та Рим, де ознайомився з працями майстрів Болонської та Римської школи відповідно. Певний час працював у Тренто. Повернувшись у Венето, він став провідником ідей неокласицизму. З 1755  року викладав у Венеційській Академії мистецтв. У 1750-х роках здійснив ряд розписів венеційських палаццо, завдяки яким став широко відомим. У 1760 році Франческо Фонтебассо був запрошений до Санкт-Петербургу для розпису плафонів Зимового палацу. У 1762 році, за рекомендацією Івана Івановича Шувалова, став викладачем Петербурзької Академії мистецтв з класу історичного живопису. Наприкінці свого життя повернувся до Венеції. Існує протилежна непідтверджена версія щодо його смерті на території Росії.

## Галерея творів

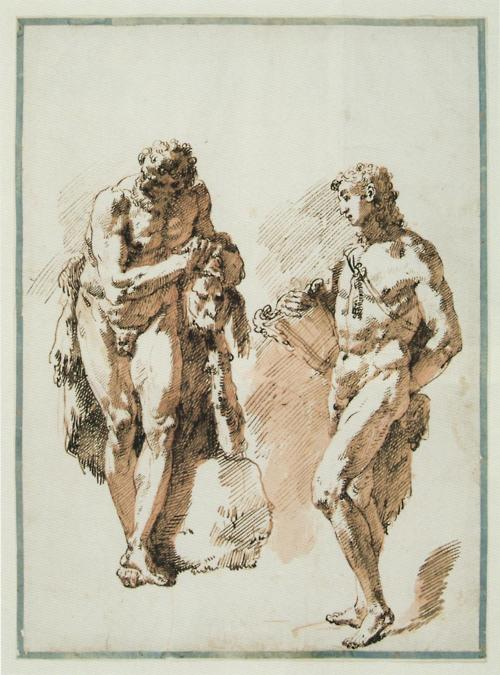
Геракл і Аполлон
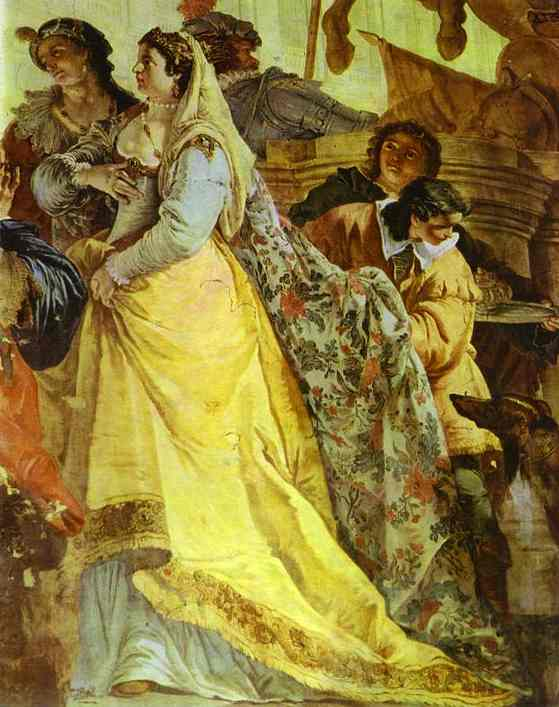
Антіох та Стратоніка
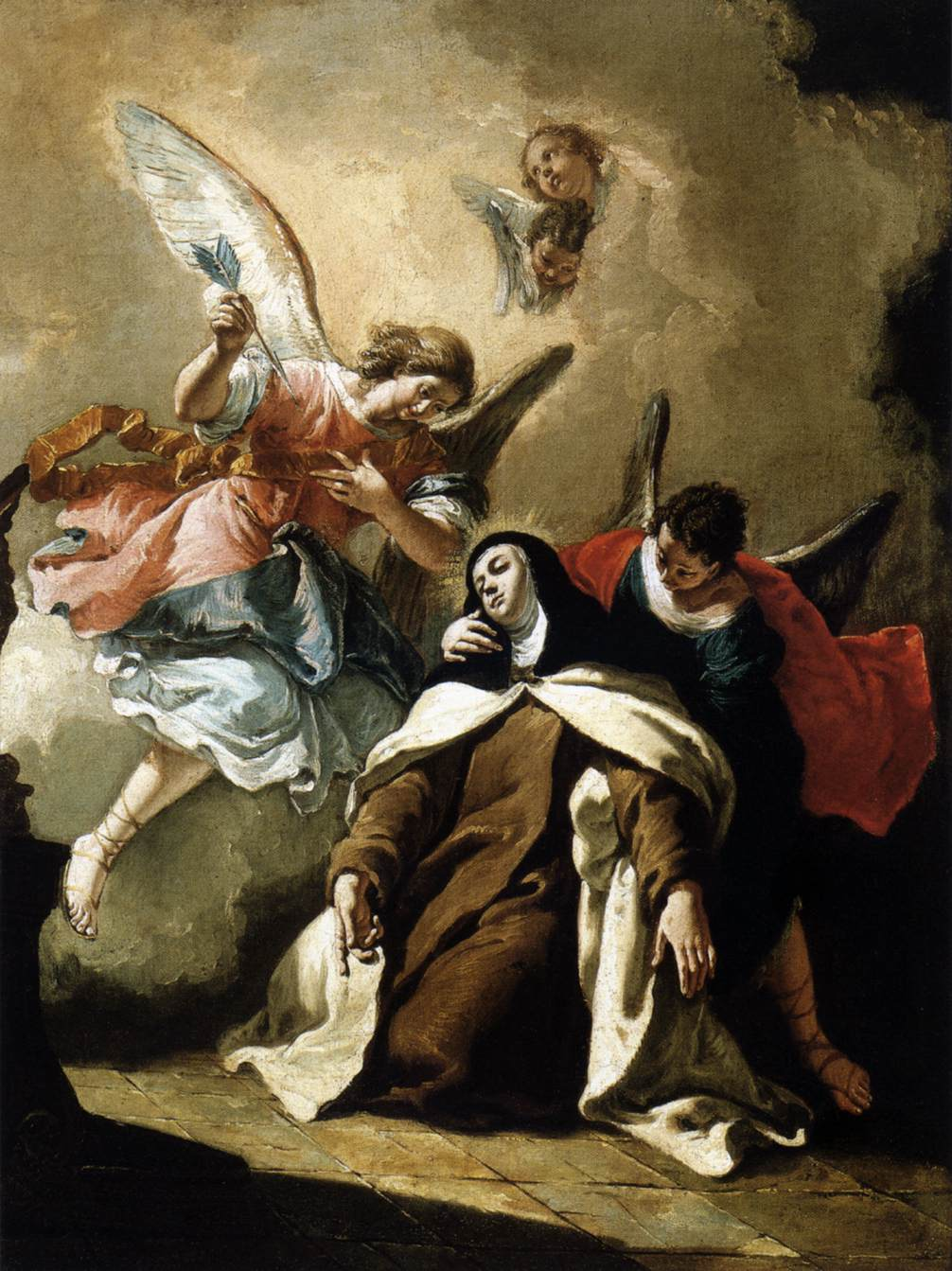
Екстаз святої Терези
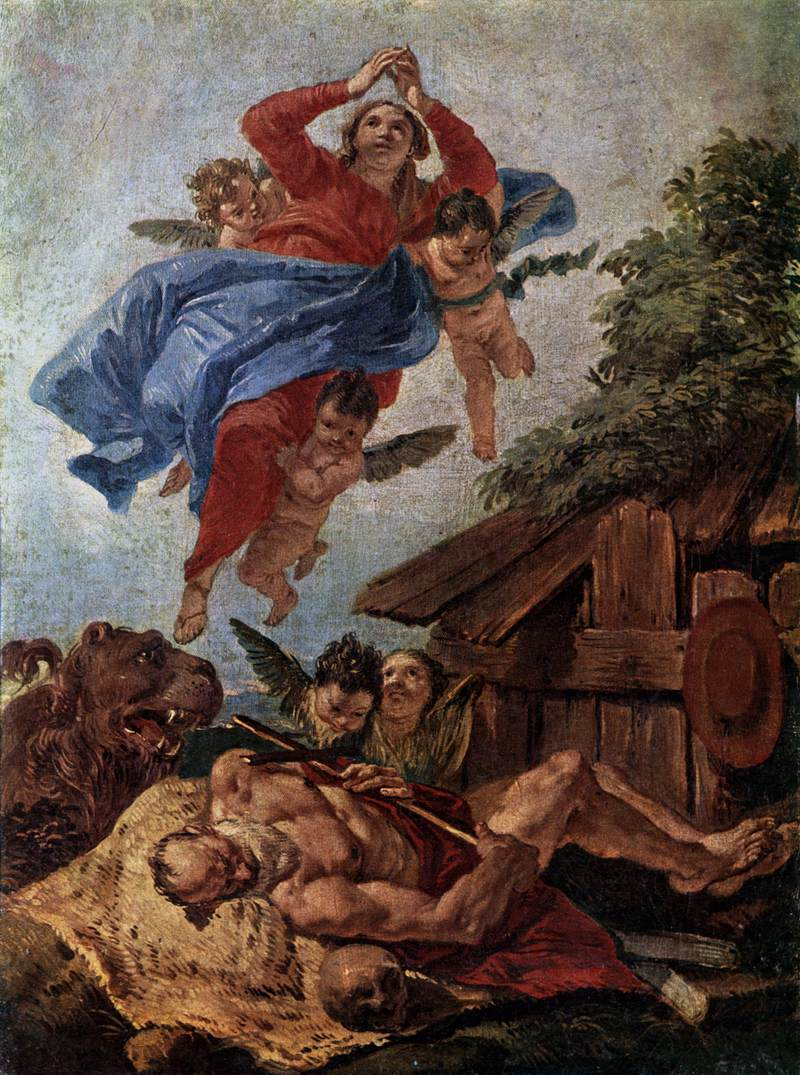
Діва Марія являється святому Джерому
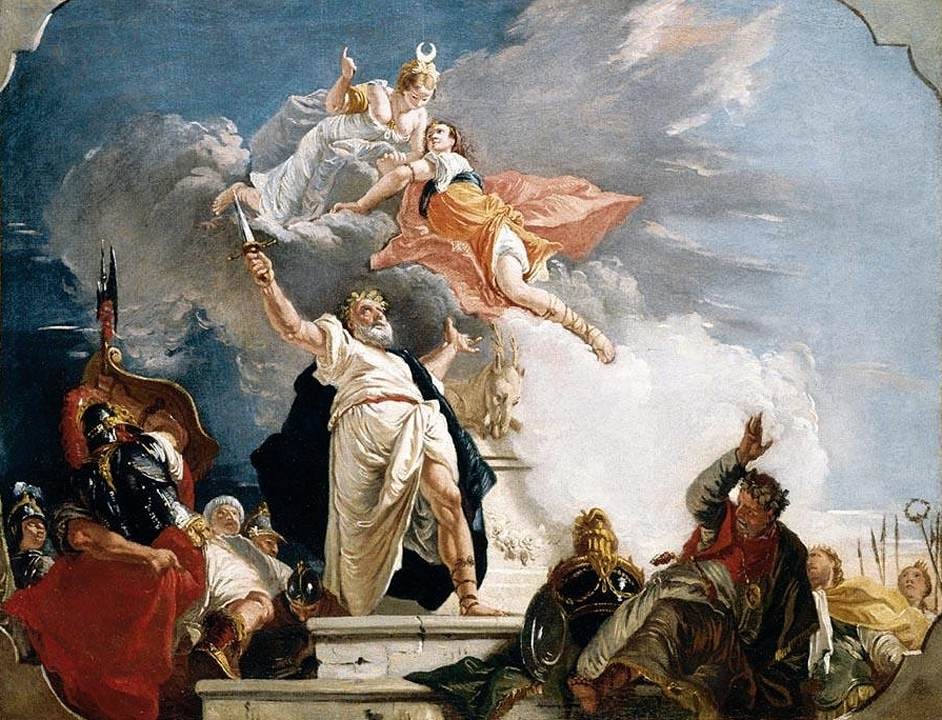
Жертвоприношення Іфігенії
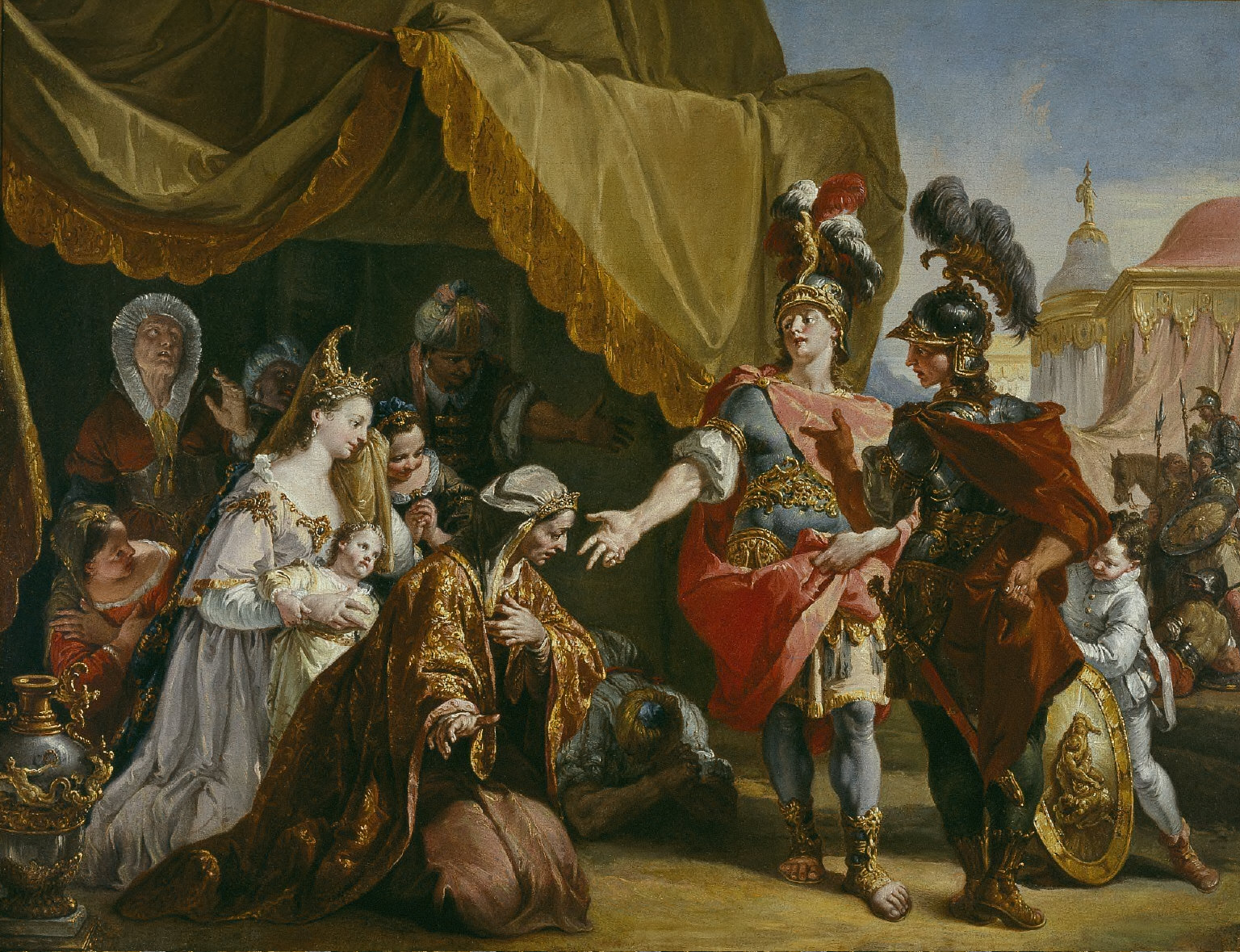
Родина Дарія перед Александром
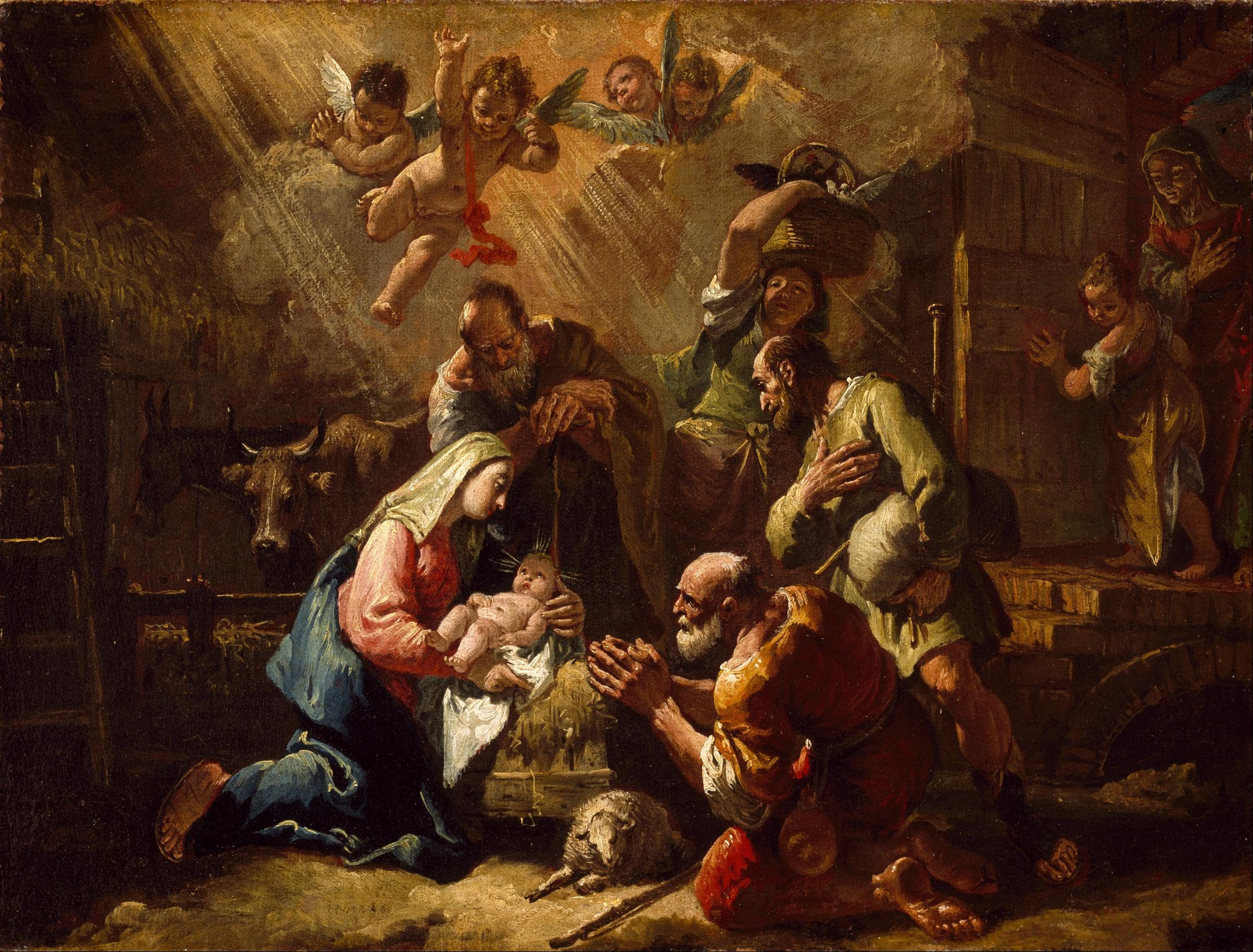
Поклоніння вівчарів